# Signature Team
Het Signature Team is een Frans raceteam, dat actief is in de Le Mans Series en de Formule 3 Euroseries.

## Geschiedenis
Na de oprichting is het team lang actief geweest in het Franse Formule 3 kampioenschap. Momenteel is het team uitsluitend actief in de Formule 3 Euroseries en de Le Mans Series. Ook komt het team uit tijdens de 24 uur van Le Mans.